# Лычёв, Григорий Дмитриевич
Григорий Дмитриевич Лычёв (5 февраля 1903 — 25 октября 1983) — советский инженер-технолог, конструктор артиллерийского оружия, лауреат Сталинской премии.

## Биография
Родился 5 февраля 1903 года в с. Николо-Погост Нижегородской губернии.
В 1929 году окончил судомеханическое отделение Нижегородского политехникума водных путей сообщения. Работал на различных предприятиях.
С февраля 1932 по 1963 год — на Горьковском артиллерийском заводе им. Сталина: техник, инженер, начальник бюро по проектированию приспособлений, с 1940 года — заместитель главного технолога. В начале войны — один из конструкторов пушки ЗИС-6.
С 1963 года — на пенсии.

## Награды и премии
- Сталинская премия первой степени (1946) — за коренное усовершенствование технологии и организацию высокопроизводительного поточного метода производства пушек, обеспечившее значительное увеличение их выпуска при снижении расхода металла и уменьшении потребности в рабочей силе[1]
- Сталинская премия второй степени (31.12.1953) — за инженерную разработку конструкции реактора и за проект завода[2].

Награждён шестью правительственными наградами (в том числе ордена «Знак Почёта» (1942), Красной Звезды, Трудового Красного Знамени).